# 奧巴赫河 (埃勞河支流)
48°35′56.03″N 13°35′3.19″E / 48.5988972°N 13.5842194°E

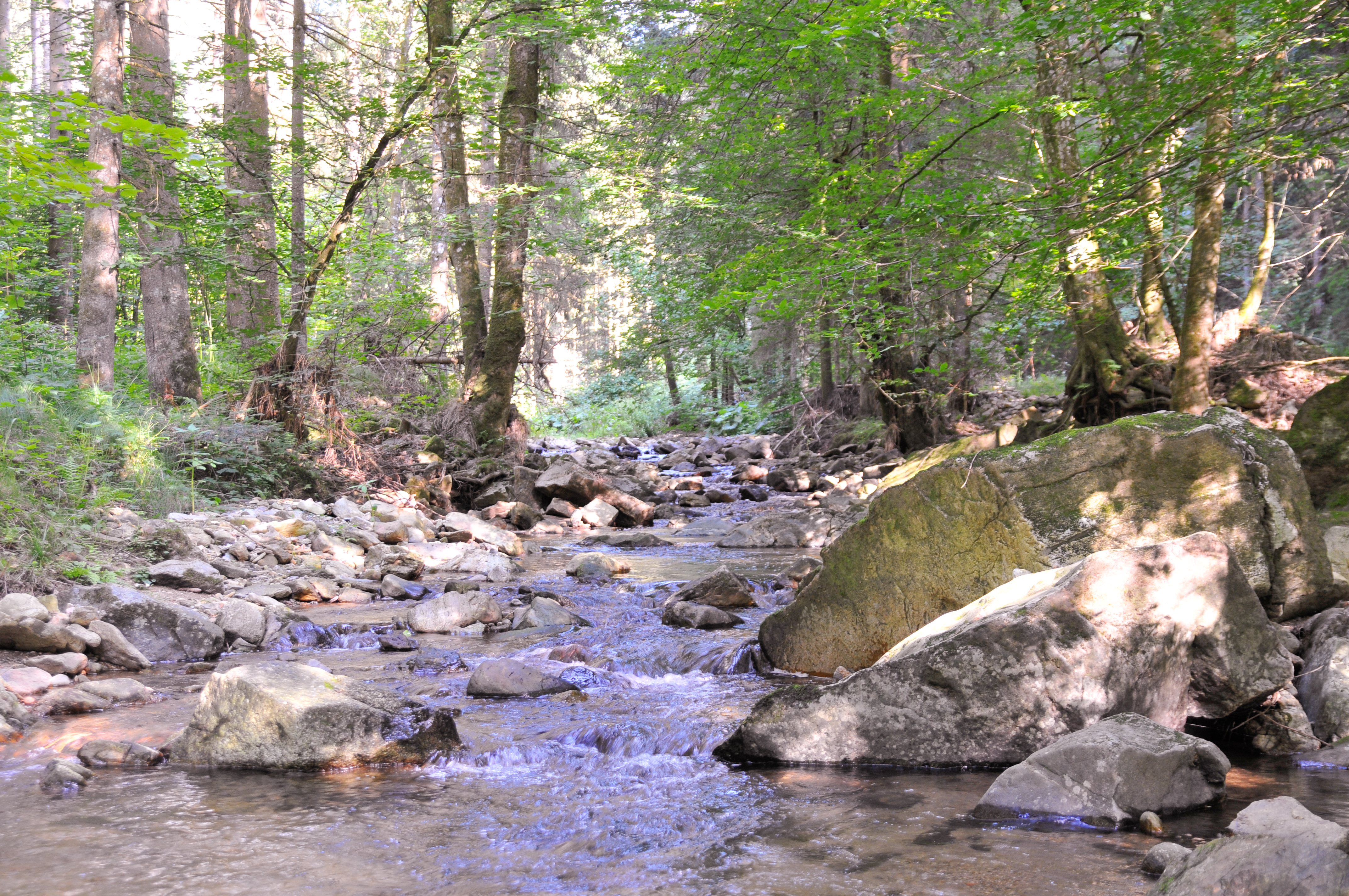

奧巴赫河（德語：Aubach），是德國的河流，位於該國東南部，由巴伐利亞負責管轄，屬於埃爾勞河的左支流，河道全長12.5公里，流域面積30.5平方公里。